# Rivals.com
Rivals.com è una rete di siti web che si concentra principalmente su college football e reclutamento di pallacanestro negli Stati Uniti. La rete è stata avviata nel 1998 e attualmente impiega oltre 300 dipendenti.